# Diecezja Bettiah
Diecezja Bettiah (łac. Diœcesis Bettiahensis) – diecezja rzymskokatolicka w Indiach. Została utworzona w 1892 jako prefektura apostolska. Zlikwidowana w 1917. Odrodzona w 1998.

## Główne świątynie
- Katedra: Katedra Narodzenia Najświętszej Maryi Panny w Bettiah

## Biskupi diecezjalni
- Victor Henry Thakur (1998–2013)
- Peter Sebastian Goveas (od 2017)